# 擂台 (電影)
《擂台》（英語：Death Ring）是由張徹执导的电影，由李忠志、鹿峰等領銜主演的香港電影。该电影主要讲述一个人因为爱上了别人的未婚妻，从而惹上了麻烦，然后不得不到泰国，并碰巧成为了拳击手的故事。

## 劇情簡介
戴良奇由于爱上了吕家的未婚妻，从而不小心杀死了吕家的人，后在一些人的帮助下到了泰国，途中，他还击败了吕家人的父亲。
而后戴良奇的儿子（也就是和吕家未婚妻所生的）戴青决定去泰国找他的父亲，但是他并没有找到，反而找到了同父异母的哥哥，此人是拳击手，但是后来死在拳击台上，而戴青为了复仇，于是决定成为拳击手。
虽说他最后击败了杀死他哥哥的拳击手，但是随后，吕家的人就来寻仇了。
不过最后，戴青还是击败了这些寻仇的人……

## 演员表
- 李中一 饰 戴良、戴青
- 狄龙 饰 铁金刚
- 陈观泰	饰 冯超白
- 鹿峰 饰 吕雄天
- 王小婵 饰 冯英眉
- 张泰伦 饰 吕鹏天
- 陈星 饰 吕振山
- 强汉
- 刘晃世
- 赵国
- 翟光宁
- 钟瑞福[2]

## 備註
1. ↑  .   [2021-12-17]. （原始内容存档于2021-12-17）.
2. ↑  .   [2021-12-17]. （原始内容存档于2021-12-17）.

## 相關連結
- 豆瓣链接 （页面存档备份，存于）
- 互联网电影数据库（IMDb）上《年轻人》的资料（英文）
- 香港影庫上《年轻人》的資料（繁體中文）